# صفقة مع الشيطان (فلم 2019)
صفقة مع الشيطان (بالإندونيسية: Perjanjian dengan Iblis) هو فيلم الرعب إندونيسي تم إصداره في 10 يناير 2019. هذا الفيلم من بطولة شاندي أوليا وأرتيكا ساري ديفي.

## طاقم العمل
- شاندي أوليا
- أرتيكا ساري ديفي

## روابط خارجية
- صفقة مع الشيطان على موقع IMDb (الإنجليزية)
- صفقة مع الشيطان على موقع قاعدة بيانات الفيلم (الإنجليزية)
- صفقة مع الشيطان على موقع ليتربوكسد (الإنجليزية)